# Mauria killipii
Mauria killipii es una especie de planta con flor en la familia de las Anacardiaceae. 

## Hábitat
Es endémica de Perú y el espécimen tipo se colectó por encima de los 1500 m s. n. m., en el departamento de Junín.

## Taxonomía
Mauria killipii fue descrita por Fred Alexander Barkley y publicado en Bulletin of the Torrey Botanical Club 74(1): 77–78, f. 1. 1947.